# Leptogenys ambigua
Leptogenys ambigua är en myrart som beskrevs av Santschi 1931. Leptogenys ambigua ingår i släktet Leptogenys och familjen myror. Inga underarter finns listade i Catalogue of Life.